# 325.ª División de Seguridad (Alemania)
La 325ª División de Seguridad o 325 Sicherungs-Division fue una División de seguridad del Heer, creada en mayo de 1943, en la Francia ocupada, para ser utilizada como unidad de ocupación y de defensa de la ciudad de París, y para el mantenimiento del orden, en el marco de la Segunda Guerra Mundial. La División fue oficialmente disuelta el 8 de enero de 1945, a pesar de que en términos prácticos cesó de existir en agosto de 1944.

## Historial
La División fue creada en mayo de 1943 en la Francia ocupada por el Tercer Reich, y la 325 Sicherungs-Division debía asegurar la defensa de la ciudad de París, reagrupando para ello a todas las unidades que anteriormente se hallaban estacionadas en la ciudad. En tanto que tal fue la única de las divisiones de seguridad del Heer que únicamente fue destinada al Frente Occidental, mientras que el resto de las mismas fue destinada a la lucha contra los partisanos en el Frente Oriental. La división fue oficialmente integrada en el organigrama del Oberkommando der Wehrmacht desde el 31 de agosto de 1943.
En agosto de 1944, tras el desembarco aliado en Normandía y el inicio de la liberación de la Francia ocupada, la División fue agregada al 1º ejército alemán, perteneciente al Armee-Gruppe D (Grupo de Ejércitos D), teniendo presente la perspectiva de combates en defensa de la capital ante el avance de los Ejércitos Aliados. Por esas fechas del verano de 1944, la División contaba con una plantilla de entre 25.000 y 30.000 hombres, aunque tal sólo una pequeña parte de los mismos podían ser considerados como auténticos combatientes.
A pesar de las órdenes impartidas personalmente por Adolf Hitler, que exigían la completa destrucción de la ciudad antes de su caída en manos de los Aliados, el comandante alemán del Gross-Paris, el general Dietrich von Choltitz, de común acuerdo con el jefe de la 325 S.D., el generalleutnant Hans Freiherr von Boineburg-Lengsfeld, no aplicaron las órdenes y prefirieron limitar los combates en el interior de la ciudad cuando tuvo lugar la sublevación de la población parisina, impulsada por la Resistencia francesa.
La mayor parte de los miembros de la 325ª División de Seguridad habían abandonado ya la ciudad de París antes de la entrada de las tropas de la Francia Libre (a cuyo frente se encontraban unidades formadas por exiliados republicanos españoles veteranos del Ejército Popular Republicano, que fueron los primeros en entrar en la ciudad). No obstante, tras la Liberación de París la División había perdido la razón de su existencia, con lo que sus hombres fueron repartidos entre las Divisiones que habían sufrido mayor quebranto durante los combates de la batalla de Normandía.
La 325ª División de Seguridad, sin embargo, no fue oficialmente disuelta hasta el día 8 de enero de 1945.

## Mandos de la División
La 325 Sicherungs-Division tuvo un único comandante en jefe, entre mayo de 1943 y agosto de 1944: el Generalleutenant Hans Freiherr von Boineburg-Lengsfeld.